# Les Cœurs détruits
 (mai 2023).
Les Cœurs détruits (The Death of the Heart) est un roman d'Elizabeth Bowen publié aux États-Unis en 1938. Traduit de l'anglais par Jean Talva, il est publié en France en 1941 aux éditions Plon.

## Accueil critique
Il figure à la 84e place dans la liste des cent meilleurs romans de langue anglaise du XXe siècle établie par la Modern Library en 1998.